# Чемпіонат України з легкої атлетики серед юнаків 2018
Чемпіонат України з легкої атлетики серед юнаків 2018 року був проведений серед спортсменів двох вікових груп: 4-6 червня в місті Харкові на стадіоні «Динамо» були розіграні медалі серед юнаків 2003 року народження та молодше (U16), а 14-16 червня в місті Луцьку на стадіоні «Авангард» були визначені чемпіони України серед юнаків 2001 року народження та молодше (U18).
На чемпіонаті серед юнаків 2003 року народження та молодше (U16) Валерією Мухоброд було встановлено два національних досягнення в цій віковій групі: у бігу на 100 метрів з бар'єрами (14,60) та у семиборстві (4631 очко).
На чемпіонаті серед юнаків 2001 року народження та молодше (U18) Ярослава Магучіх встановила національний рекорд серед дівчат у стрибках в висоту (1,93 м).
Протягом 2018 року в різних містах України також були проведені чемпіонати України в окремих дисциплінах легкої атлетики серед юнаків:
- 16-18 лютого — зимовий чемпіонат України з легкоатлетичних метань (Мукачево)
- 10-11 березня — зимовий чемпіонат України зі спортивної ходьби (Луцьк)
- 22-23 вересня — чемпіонат України з естафетного бігу (Черкаси)
- 26-27 жовтня — чемпіонат України з кросу (Івано-Франківськ)

## Медалісти (U16)

### Юнаки (U16)
| Дисципліни                       | Золото                     | Золото    | Срібло                     | Срібло    | Бронза                    | Бронза    |
| -------------------------------- | -------------------------- | --------- | -------------------------- | --------- | ------------------------- | --------- |
| 100 метрів                       | Назар Руденко (Днп)        | 11,49     | Самуель Едокпаі (Хрк)      | 11,55     | Віталій Сябро (Хрс)       | 11,62     |
| 200 метрів                       | Михайло Махно (Квм)        | 23,41     | Віталій Сябро (Хрс)        | 23,57     | Павло Найдюк (Вл)         | 23,58     |
| 400 метрів                       | Олександр Сосновенко (Днц) | 52,33     | Євген Худолій (См)         | 54,14     | Єгор Миколаєнко (Рв)      | 55,15     |
| 800 метрів                       | Олександр Сосновенко (Днц) | 1.59,04   | Влас Тележинський (Чрв)    | 1.59,78   | Ілля Клімчук (Вл)         | 2.02,12   |
| 1500 метрів                      | Влас Тележинський (Чрв)    | 4.25,36   | Ілля Отрешко (Хрк)         | 4.27,46   | Микола Чернов (Днп)       | 4.28,45   |
| 3000 метрів                      | Ілля Отрешко (Хрк)         | 9.26,39   | Антон Мігель (Хм)          | 9.42,68   | Олексій Піднебесний (Чрк) | 9.45,71   |
| 110 метрів з бар'єрами (84 см)   | Ілля Бєлоус (Днп)          | 15,42     | Едуард Тупіцький (Чрк)     | 15,86     | Андрій Махаринський (Кв)  | 16,00     |
| 400 метрів з бар'єрами (76,2 см) | Євген Худолій (См)         | 57,49     | Андрій Махаринський (Кв)   | 58,86     | Євген Кучер (Кв)          | 58,95     |
| 2000 метрів з перешкодами        | Микола Чернов (Днп)        | 6.30,74   | Дмитро Богославець (См)    | 6.36,25   | Андрій Тінкован (Мк)      | 6.44,53   |
| Ходьба 3000 метрів               | Микола Рущак (См)          | 14.29,11  | Станіслав Богатирьов (Кв)  | 14.30,39  | Валерій Сич (Хрк)         | 14.56,38  |
| Стрибки у висоту                 | Богдан Зміївський (Хрк)    | 1,86 м    | Роман Петрук (Жт)          | 1,83 м    | Андрій Жмур (Вн)          | 1,80 м    |
| Стрибки з жердиною               | Ілля Шух (Кв)              | 3,80 м    | Володимир Новодранов (Днц) | 3,60 м    | Микола Михайлов (Хрк)     | 3,20 м    |
| Стрибки у довжину                | Віталій Барук (Рв)         | 6,53 м w  | Данило Юсупов (Днп)        | 6,46 м w  | Тарас Товкач (Рв)         | 6,26 м w  |
| Потрійний стрибок                | Данило Юсупов (Днп)        | 13,78 м   | Роман Василенко (Чрк)      | 13,23 м w | Олександр Васін (Кв)      | 13,05 м   |
| Штовхання ядра (4 кг)            | Іван Демиденко (Кв)        | 16,62 м   | Павло Канівець (Кв)        | 16,13 м   | Іван Кононенко (Хрс)      | 14,57 м   |
| Метання диска (1 кг)             | Микита Чалий (Днп)         | 46,48 м   | Руслан Сікетін (Хрк)       | 46,17 м   | Ігор Вегеря (Днц)         | 43,05 м   |
| Метання молота (5 кг)            | Олексій Яценко (Днп)       | 52,89 м   | Володимир Мироняк (ІФ)     | 48,79 м   | Руслан Крутієнко (Квм)    | 44,98 м   |
| Метання списа (600 г)            | Артур Фельфнер (Кв)        | 61,73 м   | Руслан Крутієнко (Квм)     | 58,26 м   | Максим Троцюк (Вл)        | 55,54 м   |
| Восьмиборство                    | Єгор Решетняк (Хрк)        | 4282 очки | Ігор Адамчук (Вн)          | 4196 очок | Олександр Міхарєв (Днп)   | 3602 очки |

### Дівчата (U16)
| Дисципліни                       | Золото                                   | Золото          | Срібло                     | Срібло    | Бронза                                                  | Бронза    |
| -------------------------------- | ---------------------------------------- | --------------- | -------------------------- | --------- | ------------------------------------------------------- | --------- |
| 100 метрів                       | Яніна Юрченко (Хрк)                      | 12,55           | Лансія Дмитрієва (Днп)     | 12,83     | Дарина Степаненко (Лг)                                  | 12,83     |
| 200 метрів                       | Альона Даценко (Днп)                     | 26,01           | Анна Даценко (Днп)         | 26,07     | Анна Безименна (Кв)                                     | 26,40     |
| 400 метрів                       | Евеліна Заіка (Днп)                      | 59,21           | Надія Стецюк (Кв)          | 1.00,17   | Анна Безименна (Кв)                                     | 1.00,32   |
| 800 метрів                       | Евеліна Заіка (Днп)                      | 2.22,80         | Анжела Бондар (Жт)         | 2.23,73   | Вікторія Тараненко (Пл)                                 | 2.25,26   |
| 1500 метрів                      | Тетяна Оксенюк (Квм)                     | 4.53,43         | Олександра Заровна (Од)    | 4.54,90   | Марія Чепура (Вл)                                       | 4.56,22   |
| 3000 метрів                      | Владислава Савінова (Хрк)                | 10.46,67        | Олександра Заровна (Од)    | 10.47,69  | Адріана-Марія Антонюк (Тр)                              | 10.48,08  |
| 100 метрів з бар'єрами (76,2 см) | Валерія Мухоброд (Кв)                    | 14,60 м NU16R   | Анастасія Матузна (Хрк)    | 14,76     | Альона Даценко (Днп)                                    | 14,77     |
| 400 метрів з бар'єрами (76,2 см) | Яна Степанишина (Днп)                    | 1.04,16         | Ярослава Ялисоветська (Пл) | 1.04,76   | Каріна Кондакова (Хрс)                                  | 1.05,50   |
| 2000 метрів з перешкодами        | Тетяна Когут (Тр)                        | 7.38,77         | Валентина Кармазіна (Хрк)  | 7.49,69   | Олександра Заровна (Од)                                 | 7.52,12   |
| Ходьба 3000 метрів               | Валерія Шоломіцька (Вл)                  | 14.33,89        | Юлія Петрик (Вл)           | 15.21,66  | Оксана Лук'янович (Вл)                                  | 15.55,80  |
| Стрибки у висоту                 | Дар'я Озерянова (Мк)                     | 1,74 м          | Вероніка Крамаренко (Зп)   | 1,68 м    | Марія Білоконь-Буланова (Квм) Вікторія Майстренко (Чрн) | 1,60 м    |
| Стрибки з жердиною               | Анна Дудніченко (Кв) Катерина Кушик (Кв) | 3,00 м          | не вручалась               |           | Анна Полякова (Квм)                                     | 2,60 м    |
| Стрибки у довжину                | Аліна Лістунова (Лв)                     | 5,52 м          | Олександра Чернуха (Хм)    | 5,42 м w  | Лілія Остапчук (Днц)                                    | 5,37 м w  |
| Потрійний стрибок                | Марія Єланська (Днп)                     | 11,87 м         | Олександра Чернуха (Хм)    | 11,52 м   | Аліна Лістунова (Лв)                                    | 11,46 м   |
| Штовхання ядра (3 кг)            | Марія Ларіна (Днц)                       | 13,63 м         | Марія Івкіна (Днп)         | 11,61 м   | Ірина Філінська (Пл)                                    | 11,50 м   |
| Метання диска                    | Марія Ларіна (Днц)                       | 36,59 м         | Валентина Авраменко (См)   | 35,95 м   | Марія Івкіна (Днп)                                      | 34,78 м   |
| Метання молота (3 кг)            | Валентина Косів (ІФ)                     | 51,28 м         | Анастасія Копиленко (Днп)  | 45,40 м   | Ганна Ткачова (Днц)                                     | 45,24 м   |
| Метання списа (500 г)            | Ольга Мосійчук (Рв)                      | 36,00 м         | Олександра Чепель (См)     | 34,83 м   | Аліна Волошина (Хрк)                                    | 33,02 м   |
| Семиборство                      | Валерія Мухоброд (Кв)                    | 4631 очко NU16R | Анастасія Матузна (Хрк)    | 4622 очки | Анастасія Кулик (Кв)                                    | 4301 очко |

## Медалісти (U18)

### Юнаки (U18)
| Дисципліни                       | Золото                     | Золото    | Срібло                    | Срібло    | Бронза                     | Бронза    |
| -------------------------------- | -------------------------- | --------- | ------------------------- | --------- | -------------------------- | --------- |
| 100 метрів                       | Андрій Васильєв (Зп)       | 10,58     | Кирило Приходько (Днц)    | 10,74     | Ілля Ізбаш (Мк)            | 11,09     |
| 200 метрів                       | Ерік Костриця (Вл)         | 21,73     | Кирило Приходько (Днц)    | 21,75     | Ілля Ізбаш (Мк)            | 22,59     |
| 400 метрів                       | Ярослав Голуб (Рв)         | 47,85     | Денис Баранов (Крв)       | 48,23     | Микита Барабанов (Зп)      | 48,57     |
| 800 метрів                       | Антон Шмаровоз (Квм)       | 1.57,33   | Володимир Пластун (Днп)   | 1.57,60   | Олександр Клепка (Зп)      | 1.58,91   |
| 1500 метрів                      | Олександр Гонський (ІФ)    | 4.14,73   | Олександр Чернявка (Рв)   | 4.15,84   | Влас Тележинський (Чрв)    | 4.17,25   |
| 3000 метрів                      | Юрій Кузінський (Жт)       | 8.41,19   | Олександр Чонобривий (Хм) | 9.01,73   | Іван Павлюк (Чрв)          | 9.10,64   |
| 110 метрів з бар'єрами (91,4 см) | Дмитро Чермошанський (Хрк) | 14,09     | Максим Андрухів (Лв)      | 14,39     | Денис Слюсар (Квм)         | 15,02     |
| 400 метрів з бар'єрами (84 см)   | Володимир Следюк (Хрк)     | 53,31     | Федір Вечтомов (Од)       | 54,56     | Владислав Томак (MDA)      | 55,12     |
| 2000 метрів з перешкодами        | Андрій Рудий (Кв)          | 6.12,51   | Ніколай Попа (MDA)        | 6.14,09   | Олександр Чорнобривий (Хм) | 6.14,56   |
| Ходьба 10000 метрів              | Юрій Замрига (Кв)          | 44.45,70  | Олександр Мицик (Жт)      | 47.09,90  | Тарас Корецький (Вл)       | 48.06,57  |
| Стрибки у висоту                 | Олег Дорощук (Крв)         | 2,15 м    | Олег Тикул (Крв)          | 2,00 м    | Назар Боруцький (Лв)       | 2,00 м    |
| Стрибки з жердиною               | Ілля Петах (Кв)            | 4,70 м    | Микита Строгалєв (Квм)    | 4,40 м    | Ігор Корнишев (Днп)        | 4,30 м    |
| Стрибки у довжину                | Владислав Назаров (Чрк)    | 6,80 м w  | Владислав Харченко (Днп)  | 6,78 м w  | Андрій Єрещенко (Чрк)      | 6,73 м    |
| Потрійний стрибок                | Ілля Нехаєв (Днп)          | 14,72 м   | Владислав Шепелєв (Од)    | 14,52 м   | Владислав Харченко (Днп)   | 14,50 м   |
| Штовхання ядра (5 кг)            | Олексій Кирилін (См)       | 18,62 м   | Руслан Захарченко (Квм)   | 15,17 м   | Михайло Краснов (Хрс)      | 15,03 м   |
| Метання диска (1,5 кг)           | Олексій Кирилін (См)       | 62,63 м   | Всеволод Брайченко (Днп)  | 52,63 м   | Єгор Філенко (См)          | 51,06 м   |
| Метання молота (5 кг)            | Михайло Кохан (Днп)        | 82,28 м   | Богдан Потрус (Днп)       | 76,52 м   | Данило Федоров (Хрс)       | 69,74 м   |
| Метання списа (700 г)            | Руслан Крутієнко (Квм)     | 57,64 м   | Євгеній Деулін (Кв)       | 56,10 м   | Петро Гуцул (ІФ)           | 53,51 м   |
| Десятиборство                    | Володимир Андрощук (Кв)    | 6520 очок | Богдан Колеснік (Вн)      | 6497 очок | Денис Цукор (Хрк)          | 5862 очки |

### Дівчата (U18)
| Дисципліни                       | Золото                    | Золото     | Срібло                    | Срібло    | Бронза                   | Бронза    |
| -------------------------------- | ------------------------- | ---------- | ------------------------- | --------- | ------------------------ | --------- |
| 100 метрів w                     | Єва Подгородецька (Хрк)   | 12,07      | Євгенія Коновалова (Днц)  | 12,19     | Єлизавета Новицька (Зп)  | 12,38     |
| 200 метрів                       | Єлизавета Новицька (Зп)   | 25,07      | Катерина Стаднік (См)     | 25,19     | Владлена Климова (Днп)   | 25,58     |
| 400 метрів                       | Наталія Дишлюк (Кв)       | 55,67      | Світлана Жульжик (Рв)     | 56,01     | Анна Орлова (Днп)        | 56,35     |
| 800 метрів                       | Світлана Жульжик (Рв)     | 2.13,38    | Анастасія Кудінова (Днп)  | 2.13,69   | Діана Мартинчук (Кв)     | 2.14,89   |
| 1500 метрів                      | Яна Боровець (Рв)         | 4.42,26    | Мирослава Панасюк (Вл)    | 4.45,67   | Руслана Мазур (Вн)       | 4.48,37   |
| 3000 метрів                      | Іванна Кух (Вл)           | 10.29,27   | Яна Боровець (Рв)         | 10.30,81  | Тетяна Сидоренко (Квм)   | 10.32,76  |
| 100 метрів з бар'єрами (76,2 см) | Ірина Панаріна (Хрк)      | 14,05      | Марія Джетібаєва (Рв)     | 14,48     | Еліза Лебідь (Хрк)       | 14,70     |
| 400 метрів з бар'єрами (76,2 см) | Марія Буряк (Кв)          | 1.01,07    | Фаіна Кара (Од)           | 1.01,59   | Еліза Лебідь (Хрк)       | 1.02,42   |
| 2000 метрів з перешкодами        | Катерина Онісімова (Днп)  | 6.57,86    | Любов Север'янова (Хрк)   | 7.00,99   | Іванна Кух (Вл)          | 7.06,19   |
| Ходьба 5000 метрів               | Дарина Касян (Вл)         | 24.57,42   | Валерія Шоломіцька (Вл)   | 24.59,36  | Аліна Ткач (См)          | 25.21,95  |
| Стрибки у висоту                 | Ярослава Магучіх (Днп)    | 1,93 NU18R | Дар'я Озерянова (Мк)      | 1,79 м    | Анісія Лочман (Квм)      | 1,70 м    |
| Стрибки з жердиною               | Марія Ященко (Кв)         | 3,60 м     | Карина Вегнер (Вл)        | 3,40 м    | Тетяна Гамора (Хрк)      | 3,30 м    |
| Стрибки у довжину                | Марія Горелова (Хрс)      | 6,03 м     | Катерина Дмитренко (Рв)   | 5,91 м    | Маргарита Бабіцька (Чрк) | 5,87 м w  |
| Потрійний стрибок                | Ганна Лагода (Хрк)        | 12,20 м w  | Анна Костенко (Днп)       | 12,17 м w | Маргарита Бабіцька (Чрк) | 12,17 м w |
| Штовхання ядра (3 кг)            | Анастасія Бондаренко (Кв) | 14,25 м    | Анастасія Деркач (Чрк)    | 14,04 м   | Марія Ларіна (Днц)       | 14,00 м   |
| Метання диска                    | Катерина Лебідь (Днп)     | 43,38 м    | Анастасія Бондаренко (Кв) | 41,42 м   | Катерина Зозуля (Квм)    | 37,40 м   |
| Метання молота (3 кг)            | Валерія Іваненко (Днп)    | 73,17 м    | Юлія Шатохіна (Кв)        | 53,26 м   | Анна Коврик (Чрк)        | 50,94 м   |
| Метання списа (500 г)            | Еріка Лукач (Кв)          | 49,27 м    | Маріанна Савджи (Кв)      | 48,96 м   | Марина Гой (Кв)          | 44,85 м   |
| Семиборство                      | Марія Слобода (Кв)        | 4765 очок  | Анастасія Кулик (Кв)      | 4377 очок | Дарина Кривша (Хрк)      | 4072 очки |

## Зимовий чемпіонат України з легкоатлетичних метань (юнаки)
Зимовий чемпіонат України з легкоатлетичних метань серед юнаків відбувся 16-18 лютого в місті Мукачевому на стадіонах Спортивно-оздоровчого комплексу «Харчовик» та ДЮСШ.

### Медалісти (U16)
| Дисципліни            | Золото               | Золото  | Срібло                | Срібло  | Бронза                   | Бронза  |
| --------------------- | -------------------- | ------- | --------------------- | ------- | ------------------------ | ------- |
| Метання диска (1 кг)  | Микита Чалий (Днп)   | 43,75 м | Олексій Милокост (Кв) | 42,60 м | Богдан Парімончік (Днп)  | 41,65 м |
| Метання молота (5 кг) | Назар Фарзулаєв (ІФ) | 52,98 м | Олексій Яценко (Днп)  | 52,04 м | Михайло Бондаренко (Чрк) | 44,64 м |
| Метання списа (600 г) | Артур Фельфнер (Кв)  | 59,00 м | Максим Троцюк (Вл)    | 50,24 м | Руслан Крутієнко (Квм)   | 48,01 м |

| Дисципліни            | Золото               | Золото  | Срібло                   | Срібло  | Бронза                         | Бронза  |
| --------------------- | -------------------- | ------- | ------------------------ | ------- | ------------------------------ | ------- |
| Метання диска         | Марія Ларіна (Днц)   | 34,29 м | Валерія Бучковська (Днп) | 33,70 м | Валентина Авраменко (См)       | 32,30 м |
| Метання молота (3 кг) | Валентина Косів (ІФ) | 50,30 м | Ярослава Дикун (Чрк)     | 40,27 м | Анастасія Копиленко (Днп)      | 40,24 м |
| Метання списа (500 г) | Ольга Мосійчук (Рв)  | 35,93 м | Ярослава Аполосова (Зп)  | 35,15 м | Наталія Долішня-Спринська (ІФ) | 32,83 м |

### Медалісти (U18)
| Дисципліни             | Золото               | Золото  | Срібло                 | Срібло  | Бронза                    | Бронза  |
| ---------------------- | -------------------- | ------- | ---------------------- | ------- | ------------------------- | ------- |
| Метання диска (1,5 кг) | Олексій Кирилін (См) | 55,14 м | Максим Сідий (См)      | 48,67 м | Амірхоссейн Ядегарі (Квм) | 48,62 м |
| Метання молота (5 кг)  | Данило Федоров (Хрс) | 72,20 м | Георгі Кекішвілі (GEO) | 68,74 м | Микита Кісельов (Хрс)     | 64,63 м |
| Метання списа (700 г)  | Петро Гуцул (ІФ)     | 48,52 м | Вадим Анісімов (Днц)   | 45,67 м | Євгеній Деулін (Кв)       | 45,19 м |

| Дисципліни            | Золото                | Золото  | Срібло                   | Срібло  | Бронза                    | Бронза  |
| --------------------- | --------------------- | ------- | ------------------------ | ------- | ------------------------- | ------- |
| Метання диска         | Катерина Лебідь (Днп) | 41,14 м | Анастасія Іванова (См)   | 36,65 м | Анастасія Бондаренко (Кв) | 34,71 м |
| Метання молота (3 кг) | Юлія Шатохіна (Кв)    | 55,30 м | Анастасія Солдатова (Кв) | 47,85 м | Анна Коврик (Чрк)         | 47,10 м |
| Метання списа (500 г) | Маріанна Савджи (Кв)  | 50,58 м | Еріка Лукач (Кв)         | 49,42 м | Марина Гой (Кв)           | 45,82 м |

## Зимовий чемпіонат України зі спортивної ходьби (юнаки)
Зимовий чемпіонат України зі спортивної ходьби серед юнаків відбувся 10-11 березня в місті Луцьку на шосейній трасі, прокладеній проспектом Волі.

### Юнаки
| Дистанція   | Золото               | Золото | Срібло                  | Срібло | Бронза                    | Бронза |
| ----------- | -------------------- | ------ | ----------------------- | ------ | ------------------------- | ------ |
| 3 км (U16)  | Микола Рущак (См)    | 13.53  | Максим Нечипоренко (Жт) | 14.09  | Станіслав Богатирьов (Кв) | 14.22  |
| 10 км (U18) | Тарас Корецький (Вл) | 48.24  | Олександр Мицик (Жт)    | 49.19  | Павло Суслов (Жт)         | 51.24  |

### Дівчата
| Дистанція  | Золото                   | Золото | Срібло              | Срібло | Бронза                 | Бронза |
| ---------- | ------------------------ | ------ | ------------------- | ------ | ---------------------- | ------ |
| 2 км (U16) | Валерія Шоломіцька (Вл)  | 9.19   | Іванна Меліщук (Вл) | 9.47   | Катерина Токарчук (Вл) | 9.55   |
| 5 км (U18) | Анастасія Лукашевич (См) | 26.14  | Дарина Климчук (Жт) | 28.07  | Анна Янцевич (Вл)      | 28.23  |

## Чемпіонат України з естафетного бігу (юнаки)
Чемпіонат України з естафетного бігу серед юнаків відбувся 22-23 вересня у Черкасах на Центральному стадіоні.

### Юнаки
| Дисципліна             | Золото                                                                                  | Золото  | Срібло                                                                                 | Срібло  | Бронза                                                                                  | Бронза  |
| ---------------------- | --------------------------------------------------------------------------------------- | ------- | -------------------------------------------------------------------------------------- | ------- | --------------------------------------------------------------------------------------- | ------- |
| 100+200+300+400 метрів | Донецька область Володимир Тарлак Данило Журавов Олександр Сосновенко Микола Овсянников | 2.01,54 | Херсонська область Денис Крючков Олег Коняшин Віталій Сябро Олександр Мастюк           | 2.03,33 | Запорізька область Олександр Сидоров Олександр Ничик Олександр Клепка Микита Барабанов  | 2.05,19 |
| 4х800 метрів           | Донецька область Максим Фомін Даніїл Шаповалов Олександр Сосновенко Микола Овсянников   | 8.12,01 | Херсонська область Станіслав Бачук Владислав Гайдаров Олександр Ісаєв Олександр Мастюк | 8.13,40 | Кіровоградська область Ростислав Махиня Дмитро Петренко Дмитро Балюк Веніамін Кучеренко | 8.29,21 |

### Дівчата
| Дисципліна             | Золото                                                                                      | Золото  | Срібло                                                                         | Срібло  | Бронза                                                                                 | Бронза  |
| ---------------------- | ------------------------------------------------------------------------------------------- | ------- | ------------------------------------------------------------------------------ | ------- | -------------------------------------------------------------------------------------- | ------- |
| 100+200+300+400 метрів | Донецька область Аліна Костіна Євгенія Коновалова Євгенія Танащишена Ольга Дибка            | 2.21,62 | Запорізька область Анна Гордіюк Верніка Бизова Анна Глигало Таїсія Пирогівська | 2.28,45 | Житомирська область Анастасія Рубан Ніна Федорчук Крістіна Новарчук Софія Прокопенко   | 2.28,45 |
| 4х800 метрів           | Запорізька область Єлизавета Васильєва Єлізавета Кулабухова Таїсія Пирогівська Анна Глигало | 9.49,28 | Донецька область Ольга Бєлозьорова Діана Головченко Діана Бомбіна Ольга Дибка  | 9.54,66 | Миколаївська область Олександра Алексєєнко Катерина Нікітіна Марія Запша Надія Павлова | 9.57,98 |

### Змішана дисципліна
| Дисципліна   | Золото                                                                               | Золото  | Срібло                                                                                | Срібло  | Бронза                                                                          | Бронза  |
| ------------ | ------------------------------------------------------------------------------------ | ------- | ------------------------------------------------------------------------------------- | ------- | ------------------------------------------------------------------------------- | ------- |
| 4х400 метрів | Запорізька область Таїсія Пирогівська Анна Глигало Олександр Клепка Микита Барабанов | 3.52,73 | Сумська область Діана Гончаренко Анжеліка Рачковська Влад Листопадний Кіріл Кошаренко | 3.53,25 | Житомирська область Богдан Таран Ніна Федорчук Крістіна Новарчук Віктор Кравчук | 3.56,34 |

## Чемпіонат України з кросу (юнаки)
Чемпіонат України з легкоатлетичного кросу серед юнаків відбувся 26-27 жовтня в Івано-Франківську.

### Юнаки
| Дистанція  | Золото             | Золото | Срібло                 | Срібло | Бронза                    | Бронза |
| ---------- | ------------------ | ------ | ---------------------- | ------ | ------------------------- | ------ |
| 2 км (U16) | Ілля Отрешко (Хрк) | 7.37   | Микола Чернов (Днп)    | 7.44   | Михайло Мазепа (Лв)       | 7.48   |
| 3 км (U18) | Іван Павлюк (Чрв)  | 11.10  | Руслан Світличний (Лг) | 11.12  | Владислав Кавецький (Квм) | 11.14  |

### Дівчата
| Дистанція  | Золото                   | Золото | Срібло            | Срібло | Бронза             | Бронза |
| ---------- | ------------------------ | ------ | ----------------- | ------ | ------------------ | ------ |
| 1 км (U16) | Тетяна Оксенюк (Квм)     | 3.30   | Тетяна Когут (Тр) | 3.31   | Анжела Бондар (Хм) | 3.32   |
| 2 км (U18) | Катерина Онісімова (Днп) | 8.29   | Яна Боровець (Рв) | 8.38   | Марія Лукашук (Вн) | 8.45   |